# Mad Grandiose Bloodfiends
Mad Grandiose Bloodfiends è il terzo album della band black metal Ancient, pubblicato l'11 novembre 1997 dalla Metal Blade Records.

## Tracce
1. Malkavian Twilight - 00.39
2. A Mad Blood Scenario - 04.23
3. The Draining - 05.26
4. Um Sonho Psycodelico - 04.01
5. Sleeping Princess of the Arges - 06.32
6. Her Northern Majesty - 05.51
7. Blackeyes - 07.21
8. The Emerald Tablet - 07.14
9. Willothewisp - 07.22
10. Neptune - 02.37
11. 5 - 04.10
12. Hecate, My Love and Lust - 06.04
13. Vampirize Natasha - 02.34
14. Black Funeral (Mercyful Fate cover) - 02.50
15. Morte al Potere (Antonius Rex cover) - 05.09 (Bonus track per il Giappone)

## Formazione
1. Erichte – voce
2. Kaiaphas – voce e batteria
3. Aphazel – chitarra, basso e tastiera
4. Jesus Christ! – chitarra, basso, tastiera e pianoforte